# Binaluacris polychroma
Binaluacris polychroma är en insektsart som beskrevs av Bei-bienko 1935. Binaluacris polychroma ingår i släktet Binaluacris och familjen gräshoppor. Inga underarter finns listade i Catalogue of Life.